# Manco Capac
Manco Capac (Quíchua: Manqu Qhapaq, O fundador real, também conhecido como Manco Inca e Ayar Manco) segundo vários cronistas foi o primeiro governante de Cusco e fundador do Império Inca, nasceu no século XIII, havendo várias lendas que recontam sua história:

## Vida
Manco Cápac nasceu em Tamputoco  ( na atual Província de Paruro, região de Cusco). Um dos muitos povoados utilizados como local de descanso pelos sobreviventes da etnia Tiauanaco-Taipicala na sua fuga das invasões Aimarás em suas terras natais no Altiplano Andino. Seu pai era Apu Tambo, que foi o líder do êxodo dos taipicalas e passou esta liderança a seu filho Manco Cápac.
Este êxodo durou cerca de 20 anos percorrendo neste período cerca de 25 quilômetros e envolvia cerca de uma dezena de famílias (ayllus), acredita-se que 5 dessas famílias eram da dinastia Hanan e as outras 5 da dinastia Hurin ambas oriundas de Taipicala. Durante este período adotaram um estilo de vida seminômade.
Manco Capac reinou em Cusco por aproximadamente trinta anos estabelecendo um código de leis no qual proibiu o sacrifício humano, o homicídio, o adultério e o furto. Instituiu que os nobres se casassem com membros da própria família, mas as esposas não deveriam ter menos de 20 anos, ele próprio desposou sua irmã Mama Ocllo com a qual teve um filho chamado Sinchi Roca que se tornou o próximo Supa Inca. Foi ele também que propôs o culto ao sol como primeira divindade e construiu uma casa para as virgens consagradas para aquela deidade, as quais deveriam ter o sangue real dos incas.
Manco Capac morreu em 1230 de causas naturais. Seu corpo foi mumificado e permaneceu na cidade até o reinado de Pachacuti, que ordenou a sua mudança para a Tiwanaku (Tiauanaco), o templo no Lago Titicaca. Em Cusco só permaneceu uma estátua erguida em sua homenagem. Manco Capac reinou antes de ser criado o título Supa Inca, tanto que seu nome incorpora o título Capac que até então se usava e que grosseiramente pode ser traduzido como senhor da guerra.

## Lendas

### A lenda do filho de Inti

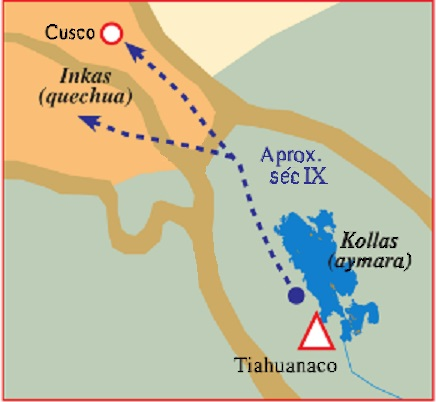
Rota utilizada pelos Incas para chegar a Cusco

Neste mito, Manco Capac é tido como filho de Inti, o deus do sol e irmão de Pacha Kamaq. Ele  foi enviado pelo deus sol e emergiu neste mundo no Lago Titicaca trazendo um cajado dourado chamado de Tapac-yauri. Ele teria sido instruído a construir um templo para o deus Sol no lugar onde emergiu da terra mas o lugar não era apropriado e então ele viajou por túneis subterrâneos até Cusco onde erigiu um templo em homenagem a Inti.

### A lenda dos irmãos Ayar
Nesta lenda Ayar Capac foi criado por Viracocha no monte Tambotoco, em Pacari-Tambu (na atual Pacaritambo a 32 quilômetros de Cusco), com seus irmãos Ayar Anca, Ayar Cachi e Ayar Uchu e suas irmãs Mama Ocllo, Mama Huaco, Mama Raua, e Mama Cura. A missão dada a eles por Viracocha era reunir todos os que viviam em Pacari-Tambu e a outros povos que encontrassem em suas viagens para conquistaram o fértil vale de Cusco.  Segundo a lenda durante a viagem para Cuzco, um de seus irmãos (Ayar Anca) e também uma de suas irmãs se transformaram em Huacas (locais sagrados).